# Dialogues sur le commerce des blés
Les Dialogues sur le commerce des blés est un essai d'économie, sous forme de dialogues, écrit par Ferdinando Galiani, puis revu et édité sans nom d'auteur par Denis Diderot en janvier 1770.

## Contexte
Strictement contrôlé par l'État depuis le XVIe siècle (exportations limitées et circulation entre les provinces du Royaume fortement taxée), le commerce du grain est progressivement libéralisé à partir de 1763. Un premier acte législatif, du contrôleur général Bertin, en 1763, libéralise le marché intérieur du grain. Il est complété en juillet 1764 par un édit du Roi concernant la liberté de la sortie & de l'entrée des grains dans le Royaume.
Dans un premier temps, les philosophes accueillent favorablement le principe de cette liberté de commerce, progressiste et opposée aux monopoles et aux corporatismes. Mais les conséquences ne tardent pas à se faire sentir. La libéralisation favorise la spéculation, inquiète la population qui voit doubler le prix d'une ressource de première nécessité et coïncide avec quelques mauvaises récoltes (1767-1769) ; politiquement, elle rompt le pacte tacite entre le Roi sa population, qui exigeait du souverain de veiller à la sécurité - alimentaire entre autres - de ses sujets. Une grande agitation s'ensuivit, une partie des esprits du temps se détourne alors des idées défendues par les spéculateurs et les physiocrates et l'État se résigna à reprendre progressivement le contrôle du prix du grain (1768-1770).
Le débat occupera ainsi les années 1770 - et les décennies suivantes -, à la fois sur les terrains économique, financier et politique. Les économistes multiplient les argumentations pour ou contre la libéralisation, les législations se succèdent, tantôt pour, tantôt contre la libéralisation, les famines et la flambée des prix préparent quelques révoltes populaires et alimentent une défiance à l'égard du pouvoir.

## Histoire du texte
Galiani, déjà auteur remarqué d'un Traité de la monnaie, séjournait en France depuis 1759. Il se fait remarquer dans les salons, chez d'Holbach entre autres, où il rencontre vraisemblablement Diderot. En novembre 1768, Galiani expose à Diderot ses réserves contre le libre commerce du grain. Convaincu, Diderot insiste pour qu'il publiât ces idées. Galiani rédige ses Dialogues, mais quitte définitivement Paris le 25 juin 1769, abandonnant son manuscrit à Diderot et Louise d'Épinay. Diderot revoit le texte et le fait publier en janvier 1770.

## Synthèse
Les dialogues sont les échanges supposés entre M. le marquis de Roquemaure et le chevalier Zanobi, entre le 16 novembre et 14 décembre 1768. Ce dernier porte les idées de Galiani, contre l'exportation ; le nom de Roquemaure couvre en fait le nom de Marc-Antoine-Nicolas de Croismare, effectivement impliqué dans les échanges de Galiani et Diderot.
Dans les cinquième et huitième dialogues, un "Président de ***, du P. de B." participe à la discussion. Les présidents étaient des magistrats dirigeant des chambres des Parlements. Il pourrait s'agir ici du Parlement de Bretagne, très réactif, de Besançon, dont la région était très affectée par la famine ou de Bordeaux.
La période choisie se situe entre l'édit de 1764 et la sa première remise en question, à un moment où la famine frappe durement, surtout en province.
Les didascalies mettent en place un climat de discussion informel et détendu.

### Premier dialogue (16 novembre 1768, avant dîner)
p. 1
De retour d'Italie, le Chevalier raconte la famine qui touche le pays. Il entame une discussion visant à en dégager les origines. Il l'attribue à de mauvais choix politiques : l'Italie n'a pas adapté sa politique à son temps et gère toujours ses réserves de blé comme au temps de la Rome impériale. Heureusement, pense-t-il, la France a décidé de prendre le parti opposé et d'autoriser la libre circulation du grain.
Le Chevalier discute d'abord sur la forme et conteste la valeur des argumentations par l'exemple ou la similitude et l'argument d'autorité : la France n'est ni l'Italie, ni l'Angleterre.
« Je rends la justice qui est due au mérite de ce grand ministre. Mais si on prend le parti de suivre son plan par la seule raison que c'est le sien, on s'exposera à faire tout aussi mal qu'en imitant l'Angleterre, ou en prenant le contre-pied de ce qui se fait à Rome. Parce que la France d'aujourd'hui ne ressemble pas plus à celle du tems de Colbert ou de Sully, qu'à l'Angleterre ou à l'Italie d'aprésent. »
Le Chevalier aborde alors le fond et affirme que les idées politiques ne doivent pas être formées sans observer la réalité. Par exemple, « Dans les grandes monarchies, toutes les provinces ne sont pas également fertiles en bled ; (...) si la province à bled est placée dans le milieu de la monarchie, il faut encourager l'exportation. Si elle est frontiere, il faut la défendre (...). ». Car, pour être exportée, elle doit forcément traverser une partie du Royaume. Ce n'est donc que la production superflue qui peut atteindre les frontières et être vendue à l'étranger.

### Second dialogue (16 novembre 1768, après dîner)
p. 20

### Troisième dialogue (24 novembre 1768)
p. 48

### Quatrième dialogue (après dîner)
p. 70

### Cinquième dialogue (2 décembre, avant dîner)
p. 94

### Sixième dialogue (10 décembre)
p. 127

### Septième dialogue (12 décembre)
p. 165

### Huitième dialogue (14 décembre, chez M. le Marquis)
p. 227

## Réception
Le succès de l'ouvrage ne tarde pas, s'opposant à des idées économiques qui semblent entretenir la famine ; mais le débat sur la libéralisation du commerce s'anime, que de nouveaux textes ne tardent à alimenter.

### Détracteurs[7]
Trudaine de Montigny, directeur du commerce, et Choiseul demandent à André Morellet de publier une réfutation l'ouvrage de Galiani. Ce sera la Réfutation des Dialogues de l'abbé Galliani sur le commerce des blés. Par un curieux hasard, Sartine choisi Diderot comme censeur pour relire l'ouvrage de Morellet ; Diderot dénonce la qualité de l'ouvrage, mais admet qu'il ne contient rien qui dut en interdire la publication. Sartine s'autorisa néanmoins à en retarder la publication jusqu'en 1774.
- Anonyme (P.-P. Le Mercier de La Rivière), L'intérêt général de l'état ou La liberté du commerce des blés, démontrée conforme au droit naturel (...) avec la Réfutation d'un nouveau système, publié en forme de dialogues sur le commerce des blés, A Amsterdam et se trouve à Paris, Desaint, 1770 (en ligne).
- Voltaire, Blé, Dictionnaire philosophique. « Des gens de beaucoup d'esprit et d'une bonne volonté sans intérêt avaient écrit avec autant de sagacité que de courage en faveur de la liberté illimitée du commerce des grains. Des gens qui avaient autant d'esprit et des vues aussi pures écrivirent dans l'idée de limiter cette liberté ; et M. l'Abbé Galiani, Napolitain, réjouit la nation Française sur l'exportation des blés : il trouva le secret de faire même en français des Dialogues aussi amusans que nos meilleurs romans et aussi instructifs que nos meilleurs livres sérieux Si cet ouvrage ne fit pas diminuer le prix du pain il donna beaucoup de plaisir à la nation ce qui vaut beaucoup mieux pour elle. Les partisans de l'exportation illimitée lui répondirent vertement. Le résultat fut que les lecteurs ne surent plus où ils en étaient : la plupart se mirent à lire des romans en attendant trois ou quatre années abondantes de suite qui les mettraient en état de juger. Les Dames ne surent pas distinguer davantage le froment du seigle. »
- [Anonyme] (P.-J.-A. Roubaud), Récréations économiques, ou Lettres de l'auteur des "Représentations aux magistrats" à M. le Chevalier Zanobi, principal interlocuteur des Dialogues sur le commerce des bleds, A Amsterdam et se trouve à Paris, Delalain, Lacombe, 1770. Compte rendu dans le Mercure de France, juin 1770, p. 118.

### Engagement de Diderot
Face aux critiques, Diderot s'engage concrètement dans la défense de l'ouvrage de Galiani ; c'est même la première fois qu'il s'engage, ouvertement, dans un débat politique et sur le terrain de l'économie. En août 1770, il constatera lui-même les effets de la famine en province, lors de son séjour en Champagne.
Il rédige par ailleurs une Apologie de l'abbé Galiani ; mais ce texte, retrouvé dans le fonds Vandeul en 1951, ne fut manifestement connu de personne à l'époque. En particulier, Louise d'Epinay, en correspondance étroite avec Galiani, lui rendant compte de chaque détail concernant la réception des Dialogues, n'en souffle mot.

## Éditions
- 1770. - [Anonyme], Dialogues sur le commerce des bleds, A Londres, MDCCLXX, [4]-314-[1] p.[9] Voir en ligne sur Gallica.
- 1795. - Dialogues sur le commerce des blés, par l'abbé Galiani, nouvelle édition augmentée de deux lettres de l'auteur, à Berlin, chez A. Rottmann, 1795. Précédée de l'article Blé.
- 1803. - Dialogues sur le commerce des blés, par l'abbé Ferdinando Galiani Napolitain. In : Scrittori classici di economia politica, parte moderna, tomo V et VI, Milano, Destefanis, 1803.
- 1848. - Galiani, Dialogues sur le commerce des grains. In : Gustave de Molinari, Mélanges d'économie politique, II, Paris, Guillaumin, 1848. Cette édition présente l'intérêt d'être accompagnée d'un commentaire libéral, particulièrement opposé à l'esprit du texte.
- 1984. - Ferdinando Galiani, Dialogues sur le commerce des blés (1770), Paris, Fayard, 1984, 279 p. Note de lecture par Catherine Larrere, Économie rurale, 1992 (vol. 210), no 1, p. 51-52. Compte rendu d'Alain Sandrier, Dix-huitième siècle, 2016, no 48.
- 2014. - Ferdinando Galiani, Dialogues sur le commerce des blés, texte présenté et annoté par Philip Stewart, Paris, Société Française du 18e siècle, 2014,  (ISBN 979-10-92328-03-5), 270 p.
- Le texte intégral[10] est disponible en ligne.

### Sur le texte de Galiani
- Dialogues sur le commerce des bleds, par l'abbé G. [compte rendu et extrait de l'ouvrage], Journal de l'agriculture, du commerce et des finances, février 1770, p. 173-192.
- Philip Koch, The genesis of Galiani's Dialogues sur le commerce des blés, French Studies, 1961 (vol. XV), no 4, p. 314-323 (DOI 10.1093/fs/XV.4.314)
- Mauro Azzurra, Du libertinisme aux Lumières : les Dialogues sur le commerce des blés de l’abbé Galiani, communication à l'Université Toulouse II Le Mirail, 14 décembre 2012, publiée sur Academia.edu, en ligne.
- Mauro, Azzurra, L’abbé Galiani alias le chevalier Zanobi : un philosophe qui « ne croit rien en rien sur rien de rien », Littératures classiques, 2017 (vol. 93), no 2, p. 155-168.
- Denis Diderot, Apologie de l'abbé Galiani. Ed. Michel Barillon, Apologies : Diderot dans la première bataille du libéralisme économique, Marseille, Agone, 1998  (ISBN 2-910846-07-5), 158 p.
- Herbert Dieckmann, Apologie de l'abbé Galiani ou Réponse à la réfutation des dialogues sur le blé par l'abbé Morellet. In : Inventaire du fonds Vandeul et inédits de Diderot, Genève, Droz, 1951, p. 62.
- J.-C. Rebejkow, Les notes sur la Réfutation des dialogues sur le commerce des blés de Diderot et leur révision par Vandeul, Studi francesi  (ISSN 0039-2944), 1995 (vol. 39), no 117, p. 467-477.
- Gianluigi Goggi, Galiani et l'Angleterre : sur la genèse des Dialogues sur les blés, Dix-huitième siècle, 1994 (vol. 26), no 1, p. 295-316.
- Eugène Gaudemet, L'abbé Galiani et la question du commerce des blés à la fin du règne de Louis XV, Paris, Arthur Rousseau, 1899, 233 p.

### Sur le contexte économique
- Édit autorisant la libre exportation des grains, 1764.
- Jean Charles Guillaume Le Prévost de Beaumont, Dénonciation d’un pacte de famine générale, au roi Louis XV, ouvrage manuscrit, trouvé à la Bastille le 14 juillet dernier, très-relatif au temps présent, & contenant des découvertes fort intéressantes sur les malversations & les déprédations secrettes de quelques hommes d’Etat, publ. par M. Thev*** Dany***, 1768.
- [Anonyme], Objections contre l'exportation des grains, Journal de l'agriculture, du commerce et des finances, février 1770, p. 3-12.
- Alain Clément, La spécificité du fait alimentaire dans la théorie économique. Les fondements historiques et les enjeux, Ruralia, 2000, no 7, en ligne.
- Déborah Cohen, Le débat sur le commerce du blé (1768-1775) : formes et porteurs légitimes de la rationalité en question, Revolution-francaise.net, 2 décembre 2006, en ligne.
- Joël Félix, Finances et politique au siècle des Lumières : le ministère L'Averdy (1763-1768), Vincennes, Institut de la gestion publique et du développement économique, Comité pour l’histoire économique et financière de la France, 1999,  (ISBN 9782110900906) (lire en ligne, DOI 10.4000/books.igpde.1982.